# 오호츠크 문화
오호츠크 문화(Okhotsk culture)란 오호츠크해 남부 연안의 사할린섬, 홋카이도 북부, 쿠릴열도에 걸쳐 대략 서기 5세기부터 13세기까지 이어진 어업 및 수렵채집 고고문화다. 유전적으로 아무르강 유역에서 사할린섬으로 넘어와 토착민과 섞이며 형성된 것으로 추정된다. 홋카이도에서는 남쪽의 일본 열도에서 올라온 사쓰몬 문화와 병존하다가 경쟁에 패배했지만 사멸하지 않았고, 현대의 니브흐인 등 소수민족으로 이어지는 것으로 추정된다. 아이누인은 곰 숭배 등 오호츠크족의 유산을 강하게 물려받았으나 언어 등은 사쓰몬 문화가 지배적이라고 여겨진다.
고고학적 증거로 추적되는 전신 내지 초기 단계는 간혹 스스야 문화(鈴谷文化, Susuya culture)로 불린다.
삿포로 대학교의 이시즈키 키사오는 『일본서기』에 기록된 미시하세가 이 오호츠크족이라고 주장했다.